# ژرژ مورل
ژرژ مورل (فرانسوی: Georges Morel‎; ۱۱ ژوئیهٔ ۱۹۳۸ – ۲۱ نوامبر ۲۰۰۴) قایقران روئینگ اهل فرانسه بود.